# Élections municipales de 2014 dans les Vosges
Les élections municipales se sont déroulées les 23 et 30 mars 2014 dans les Vosges.

## Maires sortants et maires élus
Le scrutin est marqué par quelques changements. Saint-Dié-des-Vosges, seconde ville du département acquise à la gauche depuis 1989, bascule au centre-droit. A ce revers s'ajoutent les pertes de La Bresse et Rambervilliers face à la droite et indépendants. Le maintien d'un maire de gauche à Raon-l'Etape et le gain de Vincey compensent quelque peu ce bilan. La droite demeure majoritaire dans le département. L'UDI, en plus de Saint-Dié, remporte les mairies de Charmes, Le Thillot, Mirecourt et Saulxures-sur-Moselotte. Malgré leur maintien à Anould, Moyenmoutier, Saint-Amé et Xertigny, les centristes perdent Nomexy. Le parti Chasse, Pêche, Nature et Traditions perd sa seule mairie à Liffol-le-Grand.
| Commune                      | Population | Maire sortant           | Parti | Parti | Maire élu             | Parti | Parti |
| ---------------------------- | ---------- | ----------------------- | ----- | ----- | --------------------- | ----- | ----- |
| Anould                       | 3 363      | Jacques Hestin          |       | UDI   | Jacques Hestin        |       | UDI   |
| Bruyères                     | 3 204      | Alain Blangy            |       | DVD   | Yves Bonjean          |       | DVD   |
| Chantraine                   | 3 150      | François Diot           |       | DVD   | François Diot         |       | DVD   |
| Charmes                      | 4 641      | Gilbert Claudel         |       | PS    | Robert Colin          |       | UDI   |
| Contrexéville                | 3 337      | Arnauld Salvini         |       | DVD   | Luc Gerecke           |       | DVD   |
| Cornimont                    | 3 510      | Maurice Claudel         |       | DVG   | Marie-Josèphe Clément |       | DVG   |
| Éloyes                       | 3 277      | Nelly Claudel           |       | SE    | André Jacquemin       |       | SE    |
| Épinal                       | 32 734     | Michel Heinrich         |       | UMP   | Michel Heinrich       |       | UMP   |
| Étival-Clairefontaine        | 2 562      | Cécile Marchal          |       | DVD   | Christian Fegli       |       | DVD   |
| Fraize                       | 3 062      | Daniel Pairis           |       | SE    | Jean-François Lesne   |       | DVD   |
| Gérardmer                    | 8 561      | Jean-Paul Lambert       |       | PS    | Stessy Speissmann     |       | PS    |
| Golbey                       | 8 246      | Roger Alémani           |       | DVG   | Roger Alémani         |       | DVG   |
| Granges-sur-Vologne          | 2 284      | Sylvie Broglio          |       | SE    | Guy Martinache        |       | UMP   |
| Hadol                        | 2 303      | Roger Colin             |       | DVD   | Roger Colin           |       | DVD   |
| La Bresse                    | 4 480      | Guy Vaxelaire           |       | PS    | Hubert Arnould        |       | DVD   |
| Le Thillot                   | 3 618      | Yves Cérésa             |       | PS    | Michel Mourot         |       | UDI   |
| Le Val-d'Ajol                | 3 999      | Jean Richard            |       | DVD   | Jean Richard          |       | DVD   |
| Liffol-le-Grand              | 2 373      | Frédéric Hance          |       | CPNT  | Cyril Vidot           |       | UDI   |
| Mirecourt                    | 5 779      | Maria Rouyer            |       | DVG   | Yves Séjourné         |       | UDI   |
| Moyenmoutier                 | 3 295      | Pascal Guy              |       | UDI   | Pascal Guy            |       | UDI   |
| Neufchâteau                  | 6 757      | Simon Leclerc           |       | UMP   | Simon Leclerc         |       | UMP   |
| Nomexy                       | 2 220      | Colette Marchal         |       | NC    | Raymond Habrant       |       | SE    |
| Pouxeux                      | 2 003      | François Hatier         |       | SE    | Philippe Leroy        |       | DVD   |
| Rambervillers                | 5 553      | Gérard Keller           |       | PS    | Jean-Pierre Michel    |       | SE    |
| Raon-l'Étape                 | 6 485      | Michel Humbert          |       | PS    | Benoit Pierrat        |       | DVG   |
| Remiremont                   | 7 895      | Jean-Paul Didier        |       | UMP   | Bernard Godfroy       |       | SE    |
| Rupt-sur-Moselle             | 3 509      | Stéphane Tramzal        |       | DVD   | Stéphane Tramzal      |       | DVD   |
| Saint-Amé                    | 2 168      | Marcelle André          |       | UDI   | Marcelle André        |       | UDI   |
| Saint-Dié-des-Vosges         | 21 361     | Christian Pierret       |       | PS    | David Valence         |       | UDI   |
| Saint-Étienne-lès-Remiremont | 3 877      | Michel Demange          |       | DVD   | Michel Demange        |       | DVD   |
| Saint-Michel-sur-Meurthe     | 2 011      | William Mathis          |       | UMP   | William Mathis        |       | UMP   |
| Saint-Nabord                 | 4 120      | Michèle Asnard          |       | DVD   | Daniel Sacquard       |       | DVD   |
| Sainte-Marguerite            | 2 419      | Roland Bédel            |       | DVD   | Roland Bédel          |       | DVD   |
| Saulcy-sur-Meurthe           | 2 385      | Jacques Jallais         |       | DVD   | Jacques Jallais       |       | DVD   |
| Saulxures-sur-Moselotte      | 2 742      | Marie-Thérèse Berranger |       | SE    | Denise Stappiglia     |       | UDI   |
| Senones                      | 2 543      | Jean-Luc Bévérina       |       | PS    | Jean-Luc Bévérina     |       | PS    |
| Thaon-les-Vosges             | 7 948      | Dominique Momon         |       | DVD   | Dominique Momon       |       | DVD   |
| Uxegney                      | 2 262      | Philippe Soltys         |       | DVD   | Philippe Soltys       |       | DVD   |
| Vagney                       | 4 024      | Évelyne Bernard         |       | DVD   | Didier Houot          |       | DVD   |
| Vincey                       | 2 255      | Gilbert Didierjean      |       | SE    | Michel Mantel         |       | DVG   |
| Vittel                       | 5 390      | Jean-Claude Millot      |       | UMP   | Jean-Jacques Gaultier |       | DVD   |
| Xertigny                     | 2 787      | Véronique Marcot        |       | UDI   | Véronique Marcot      |       | UDI   |

## Résultats dans les communes de plus de2 000 habitants

### Anould
- Maire sortant : Jacques Hestin (UDI)
- 23 sièges à pourvoir au conseil municipal (population légale 2011 : 3 363 habitants)
- 4 sièges à pourvoir au conseil communautaire (CA de Saint-Dié-des-Vosges)

|                          | Jacques Hestin * | DVD            | 1 156 | 100,00 | 23 | 4 |  |  |
|                          |                  |                |       |        |    |   |  |  |
| Inscrits                 | Inscrits         | Inscrits       | 2 671 | 100,00 |    |   |  |  |
| Abstentions              | Abstentions      | Abstentions    | 1 227 | 45,94  |    |   |  |  |
| Votants                  | Votants          | Votants        | 1 444 | 54,06  |    |   |  |  |
| Blancs et nuls           | Blancs et nuls   | Blancs et nuls | 288   | 19,94  |    |   |  |  |
| Exprimés                 | Exprimés         | Exprimés       | 1 156 | 80,06  |    |   |  |  |
| * Liste du maire sortant |                  |                |       |        |    |   |  |  |

### Bruyères
- Maire sortant : Alain Blangy (DVD)
- 23 sièges à pourvoir au conseil municipal (population légale 2011 : 3 204 habitants)
- 8 sièges à pourvoir au conseil communautaire (CC Bruyères - Vallons des Vosges)

| Tête de liste  | Tête de liste    | Liste          | Premier tour | Premier tour | Second tour | Second tour | Sièges | Sièges |
| Tête de liste  | Tête de liste    | Liste          | Voix         | %            | Voix        | %           | CM     | CC     |
| -------------- | ---------------- | -------------- | ------------ | ------------ | ----------- | ----------- | ------ | ------ |
|                | Yves Bonjean     | DVD            | 680          | 47,61        | 708         | 49,85       | 18     | 6      |
|                | Michèle Peltier  | DVD            | 443          | 31,02        | 512         | 36,05       | 4      | 2      |
|                | Françoise Michel | DVG            | 225          | 15,75        | 200         | 14,08       | 1      |        |
|                | Éric Tihay       | EXG            | 80           | 5,60         |             |             |        |        |
|                |                  |                |              |              |             |             |        |        |
| Inscrits       | Inscrits         | Inscrits       | 1 969        | 100,00       | 1 969       | 100,00      |        |        |
| Abstentions    | Abstentions      | Abstentions    | 496          | 25,19        | 519         | 26,36       |        |        |
| Votants        | Votants          | Votants        | 1 473        | 74,81        | 1 450       | 73,64       |        |        |
| Blancs et nuls | Blancs et nuls   | Blancs et nuls | 45           | 3,05         | 30          | 2,07        |        |        |
| Exprimés       | Exprimés         | Exprimés       | 1 428        | 96,95        | 1 420       | 97,93       |        |        |

### Chantraine
- Maire sortant : François Diot
- 23 sièges à pourvoir au conseil municipal (population légale 2011 : 3 150 habitants)
- 2 sièges à pourvoir au conseil communautaire (CA d'Épinal)

|                          | François Diot * | DVD            | 918   | 63,44  | 19 | 2 |  |  |
|                          | Jacques Chapon  | SE             | 529   | 36,55  | 4  |   |  |  |
|                          |                 |                |       |        |    |   |  |  |
| Inscrits                 | Inscrits        | Inscrits       | 2 660 | 100,00 |    |   |  |  |
| Abstentions              | Abstentions     | Abstentions    | 1 093 | 41,09  |    |   |  |  |
| Votants                  | Votants         | Votants        | 1 567 | 58,91  |    |   |  |  |
| Blancs et nuls           | Blancs et nuls  | Blancs et nuls | 120   | 7,66   |    |   |  |  |
| Exprimés                 | Exprimés        | Exprimés       | 1 447 | 92,34  |    |   |  |  |
| * Liste du maire sortant |                 |                |       |        |    |   |  |  |

### Charmes
- Maire sortant : Gilbert Claudel
- 27 sièges à pourvoir au conseil municipal (population légale 2011 : 4 641 habitants)
- 14 sièges à pourvoir au conseil communautaire (CA d'Épinal)

| Tête de liste  | Tête de liste     | Liste          | Premier tour | Premier tour | Second tour | Second tour | Sièges | Sièges |
| Tête de liste  | Tête de liste     | Liste          | Voix         | %            | Voix        | %           | CM     | CC     |
| -------------- | ----------------- | -------------- | ------------ | ------------ | ----------- | ----------- | ------ | ------ |
|                | Robert Colin      | UDI            | 467          | 26,80        | 617         | 32,87       | 18     | 10     |
|                | Jacques Mahieu    | DVD            | 452          | 25,94        | 582         | 31,00       | 4      | 2      |
|                | Gérard Mariottini | DVG            | 431          | 24,74        | 394         | 20,99       | 3      | 1      |
|                | Jean-Paul Beretta | DVG            | 392          | 22,50        | 284         | 15,13       | 2      | 1      |
|                |                   |                |              |              |             |             |        |        |
| Inscrits       | Inscrits          | Inscrits       | 2 924        | 100,00       | 2 929       | 100,00      |        |        |
| Abstentions    | Abstentions       | Abstentions    | 1 115        | 38,13        | 999         | 34,11       |        |        |
| Votants        | Votants           | Votants        | 1 809        | 61,87        | 1 930       | 65,89       |        |        |
| Blancs et nuls | Blancs et nuls    | Blancs et nuls | 67           | 3,70         | 53          | 2,75        |        |        |
| Exprimés       | Exprimés          | Exprimés       | 1 742        | 96,30        | 1 877       | 97,25       |        |        |

### Contrexéville
- Maire sortant : Arnauld Salvini (DVD)
- 23 sièges à pourvoir au conseil municipal (population légale 2011 : 3 337 habitants)
- 9 sièges à pourvoir au conseil communautaire (CC Terre d'Eau)

| Tête de liste  | Tête de liste        | Liste          | Premier tour | Premier tour | Second tour | Second tour | Sièges | Sièges |
| Tête de liste  | Tête de liste        | Liste          | Voix         | %            | Voix        | %           | CM     | CC     |
| -------------- | -------------------- | -------------- | ------------ | ------------ | ----------- | ----------- | ------ | ------ |
|                | Luc Gerecke          | DVD            | 545          | 32,91        | 669         | 38,27       | 17     | 7      |
|                | Philippe Guyot       | UDI            | 317          | 19,14        | 366         | 20,93       | 2      | 1      |
|                | Véronique Perussault | DVD            | 284          | 17,14        | 258         | 14,75       | 2      | 1      |
|                | Fabrice Georgin      | DVG            | 275          | 16,60        | 245         | 14,01       | 1      |        |
|                | Jean-Pierre Fournier | DVG            | 235          | 14,19        | 210         | 12,01       | 1      |        |
|                |                      |                |              |              |             |             |        |        |
| Inscrits       | Inscrits             | Inscrits       | 2 542        | 100,00       | 2 542       | 100,00      |        |        |
| Abstentions    | Abstentions          | Abstentions    | 812          | 31,94        | 752         | 29,58       |        |        |
| Votants        | Votants              | Votants        | 1 730        | 68,06        | 1 790       | 70,42       |        |        |
| Blancs et nuls | Blancs et nuls       | Blancs et nuls | 74           | 4,28         | 42          | 2,35        |        |        |
| Exprimés       | Exprimés             | Exprimés       | 1 656        | 95,72        | 1 748       | 97,65       |        |        |

### Cornimont
- Maire sortant : Maurice Claudel (DVG)
- 27 sièges à pourvoir au conseil municipal (population légale 2011 : 3 510 habitants)
- 6 sièges à pourvoir au conseil communautaire (CC des Hautes Vosges)

| Tête de liste  | Tête de liste         | Liste          | Premier tour | Premier tour | Second tour | Second tour | Sièges | Sièges |
| Tête de liste  | Tête de liste         | Liste          | Voix         | %            | Voix        | %           | CM     | CC     |
| -------------- | --------------------- | -------------- | ------------ | ------------ | ----------- | ----------- | ------ | ------ |
|                | Marie-Josèphe Clément | DVG            | 853          | 48,52        | 893         | 50,97       | 21     | 5      |
|                | Emmanuelle Poirot     | UDI            | 591          | 33,61        | 658         | 37,55       | 5      | 1      |
|                | Alain Perrin          | SE             | 314          | 17,86        | 201         | 11,47       | 1      |        |
|                |                       |                |              |              |             |             |        |        |
| Inscrits       | Inscrits              | Inscrits       | 2 745        | 100,00       | 2 745       | 100,00      |        |        |
| Abstentions    | Abstentions           | Abstentions    | 890          | 32,42        | 928         | 33,81       |        |        |
| Votants        | Votants               | Votants        | 1 855        | 67,58        | 1 817       | 66,19       |        |        |
| Blancs et nuls | Blancs et nuls        | Blancs et nuls | 97           | 5,23         | 65          | 3,58        |        |        |
| Exprimés       | Exprimés              | Exprimés       | 1 758        | 94,77        | 1 752       | 96,42       |        |        |

### Éloyes
- Maire sortant : Nelly Claudel
- 23 sièges à pourvoir au conseil municipal (population légale 2011 : 3 277 habitants)
- 4 sièges à pourvoir au conseil communautaire (CC de la Porte des Vosges Méridionales)

|                          | André Jacquemin | SE             | 845   | 55,40  | 18 | 4 |  |  |
|                          | Nelly Claudel * | SE             | 680   | 44,59  | 5  |   |  |  |
|                          |                 |                |       |        |    |   |  |  |
| Inscrits                 | Inscrits        | Inscrits       | 2 269 | 100,00 |    |   |  |  |
| Abstentions              | Abstentions     | Abstentions    | 675   | 29,75  |    |   |  |  |
| Votants                  | Votants         | Votants        | 1 594 | 70,25  |    |   |  |  |
| Blancs et nuls           | Blancs et nuls  | Blancs et nuls | 69    | 4,33   |    |   |  |  |
| Exprimés                 | Exprimés        | Exprimés       | 1 525 | 95,67  |    |   |  |  |
| * Liste du maire sortant |                 |                |       |        |    |   |  |  |

### Épinal
- Maire sortant : Michel Heinrich (UMP)
- 39 sièges à pourvoir au conseil municipal (population légale 2011 : 32 734 habitants)
- 27 sièges à pourvoir au conseil communautaire (CA d'Épinal)

|                          | Michel Heinrich *   | DVD            | 6 874  | 58,55  | 32 | 23 |  |  |
|                          | Jean-Pierre Moinaux | PS             | 1 924  | 16,38  | 3  | 2  |  |  |
|                          | Pierre-Jean Robinot | FN             | 1 761  | 15,00  | 3  | 2  |  |  |
|                          | Jean-Claude Lacour  | FG             | 652    | 5,55   | 1  |    |  |  |
|                          | Adam Ouadah         | DVG            | 529    | 4,50   |    |    |  |  |
|                          |                     |                |        |        |    |    |  |  |
| Inscrits                 | Inscrits            | Inscrits       | 21 452 | 100,00 |    |    |  |  |
| Abstentions              | Abstentions         | Abstentions    | 9 333  | 43,51  |    |    |  |  |
| Votants                  | Votants             | Votants        | 12 119 | 56,49  |    |    |  |  |
| Blancs et nuls           | Blancs et nuls      | Blancs et nuls | 379    | 3,13   |    |    |  |  |
| Exprimés                 | Exprimés            | Exprimés       | 11 740 | 96,87  |    |    |  |  |
| * Liste du maire sortant |                     |                |        |        |    |    |  |  |

### Étival-Clairefontaine
- Maire sortant : Cécile Marchal
- 23 sièges à pourvoir au conseil municipal (population légale 2011 : 2 562 habitants)
- 7 sièges à pourvoir au conseil communautaire (CA de Saint-Dié-des-Vosges)

|                          | Christian Fegli  | DVD            | 694   | 51,63  | 18 | 6 |  |  |
|                          | Cécile Marchal * | DVD            | 650   | 48,36  | 5  | 1 |  |  |
|                          |                  |                |       |        |    |   |  |  |
| Inscrits                 | Inscrits         | Inscrits       | 2 058 | 100,00 |    |   |  |  |
| Abstentions              | Abstentions      | Abstentions    | 591   | 28,72  |    |   |  |  |
| Votants                  | Votants          | Votants        | 1 467 | 71,28  |    |   |  |  |
| Blancs et nuls           | Blancs et nuls   | Blancs et nuls | 123   | 8,38   |    |   |  |  |
| Exprimés                 | Exprimés         | Exprimés       | 1 344 | 91,62  |    |   |  |  |
| * Liste du maire sortant |                  |                |       |        |    |   |  |  |

### Fraize
- Maire sortant : Daniel Pairis
- 23 sièges à pourvoir au conseil municipal (population légale 2011 : 3 062 habitants)
- 4 sièges à pourvoir au conseil communautaire (CA de Saint-Dié-des-Vosges)

| Tête de liste  | Tête de liste          | Liste          | Premier tour | Premier tour | Second tour | Second tour | Sièges | Sièges |
| Tête de liste  | Tête de liste          | Liste          | Voix         | %            | Voix        | %           | CM     | CC     |
| -------------- | ---------------------- | -------------- | ------------ | ------------ | ----------- | ----------- | ------ | ------ |
|                | Jean-François Lesne    | DVD            | 486          | 36,56        | 591         | 40,64       | 17     | 3      |
|                | Jean-Pierre Quinanzoni | DVD            | 433          | 32,58        | 494         | 33,97       | 4      | 1      |
|                | Robert Aubry           | DVG            | 410          | 30,85        | 369         | 25,37       | 2      |        |
|                |                        |                |              |              |             |             |        |        |
| Inscrits       | Inscrits               | Inscrits       | 2 248        | 100,00       | 2 248       | 100,00      |        |        |
| Abstentions    | Abstentions            | Abstentions    | 793          | 35,28        | 713         | 31,72       |        |        |
| Votants        | Votants                | Votants        | 1 455        | 64,72        | 1 535       | 68,28       |        |        |
| Blancs et nuls | Blancs et nuls         | Blancs et nuls | 126          | 8,66         | 81          | 5,28        |        |        |
| Exprimés       | Exprimés               | Exprimés       | 1 329        | 91,34        | 1 454       | 94,72       |        |        |

### Gérardmer
- Maire sortant : Jean-Paul Lambert (PS)
- 29 sièges à pourvoir au conseil municipal (population légale 2011 : 8 561 habitants)
- 18 sièges à pourvoir au conseil communautaire (CC Gérardmer Hautes Vosges)

| Tête de liste  | Tête de liste      | Liste          | Premier tour | Premier tour | Second tour | Second tour | Sièges | Sièges |
| Tête de liste  | Tête de liste      | Liste          | Voix         | %            | Voix        | %           | CM     | CC     |
| -------------- | ------------------ | -------------- | ------------ | ------------ | ----------- | ----------- | ------ | ------ |
|                | Stessy Speissmann  | DVG            | 2 176        | 48,66        | 2 389       | 53,23       | 23     | 14     |
|                | Michel Durand      | DVD            | 1 197        | 26,77        | 1 337       | 29,79       | 4      | 3      |
|                | Éric Defranould    | EXG            | 572          | 12,79        | 453         | 10,09       | 1      | 1      |
|                | Nicole Della-maria | DVD            | 526          | 11,76        | 309         | 6,88        | 1      |        |
|                |                    |                |              |              |             |             |        |        |
| Inscrits       | Inscrits           | Inscrits       | 6 836        | 100,00       | 6 836       | 100,00      |        |        |
| Abstentions    | Abstentions        | Abstentions    | 2 189        | 32,02        | 2 226       | 32,56       |        |        |
| Votants        | Votants            | Votants        | 4 647        | 67,98        | 4 610       | 67,44       |        |        |
| Blancs et nuls | Blancs et nuls     | Blancs et nuls | 176          | 3,79         | 122         | 2,65        |        |        |
| Exprimés       | Exprimés           | Exprimés       | 4 471        | 96,21        | 4 488       | 97,35       |        |        |

### Golbey
- Maire sortant : Roger Alémani (DVG)
- 29 sièges à pourvoir au conseil municipal (population légale 2011 : 8 246 habitants)
- 6 sièges à pourvoir au conseil communautaire (CA d'Épinal)

|                          | Roger Alémani * | DVG            | 2 382 | 67,28  | 25 | 6 |  |  |
|                          | Georges Fauvet  | DVD            | 611   | 17,25  | 2  |   |  |  |
|                          | Annie Rommevaux | SE             | 300   | 8,47   | 1  |   |  |  |
|                          | Claude Bourdot  | PS-PCF-EELV    | 247   | 6,97   | 1  |   |  |  |
|                          |                 |                |       |        |    |   |  |  |
| Inscrits                 | Inscrits        | Inscrits       | 5 869 | 100,00 |    |   |  |  |
| Abstentions              | Abstentions     | Abstentions    | 2 152 | 36,67  |    |   |  |  |
| Votants                  | Votants         | Votants        | 3 717 | 63,33  |    |   |  |  |
| Blancs et nuls           | Blancs et nuls  | Blancs et nuls | 177   | 4,76   |    |   |  |  |
| Exprimés                 | Exprimés        | Exprimés       | 3 540 | 95,24  |    |   |  |  |
| * Liste du maire sortant |                 |                |       |        |    |   |  |  |

### Granges-sur-Vologne
- Maire sortant : Sylvie Broglio
- 19 sièges à pourvoir au conseil municipal (population légale 2011 : 2 284 habitants)
- 4 sièges à pourvoir au conseil communautaire (CC de Gérardmer-Monts et Vallées)

|                | Guy Martinache  | DVD            | 675   | 55,37  | 15 | 3 |  |  |
|                | Frédéric Thomas | DVG            | 544   | 44,62  | 4  | 1 |  |  |
|                |                 |                |       |        |    |   |  |  |
| Inscrits       | Inscrits        | Inscrits       | 1 773 | 100,00 |    |   |  |  |
| Abstentions    | Abstentions     | Abstentions    | 462   | 26,06  |    |   |  |  |
| Votants        | Votants         | Votants        | 1 311 | 73,94  |    |   |  |  |
| Blancs et nuls | Blancs et nuls  | Blancs et nuls | 92    | 7,02   |    |   |  |  |
| Exprimés       | Exprimés        | Exprimés       | 1 219 | 92,98  |    |   |  |  |

### Hadol
- Maire sortant : Roger Colin
- 19 sièges à pourvoir au conseil municipal (population légale 2011 : 2 303 habitants)
- 4 sièges à pourvoir au conseil communautaire (CA d'Épinal)

|                          | Roger Colin *         | DVD            | 704   | 50,24  | 15 | 3 |  |  |
|                          | Andrée Vautrin Rollot | UDI            | 697   | 49,75  | 4  | 1 |  |  |
|                          |                       |                |       |        |    |   |  |  |
| Inscrits                 | Inscrits              | Inscrits       | 1 895 | 100,00 |    |   |  |  |
| Abstentions              | Abstentions           | Abstentions    | 431   | 22,74  |    |   |  |  |
| Votants                  | Votants               | Votants        | 1 464 | 77,26  |    |   |  |  |
| Blancs et nuls           | Blancs et nuls        | Blancs et nuls | 63    | 4,30   |    |   |  |  |
| Exprimés                 | Exprimés              | Exprimés       | 1 401 | 95,70  |    |   |  |  |
| * Liste du maire sortant |                       |                |       |        |    |   |  |  |

### La Bresse
- Maire sortant : Guy Vaxelaire (PS)
- 27 sièges à pourvoir au conseil municipal (population légale 2011 : 4 480 habitants)
- 9 sièges à pourvoir au conseil communautaire (CC des Hautes Vosges)

|                          | Hubert Arnould  | DVD            | 1 648 | 57,54  | 22 | 7 |  |  |
|                          | Guy Vaxelaire * | PS             | 1 216 | 42,45  | 5  | 2 |  |  |
|                          |                 |                |       |        |    |   |  |  |
| Inscrits                 | Inscrits        | Inscrits       | 3 930 | 100,00 |    |   |  |  |
| Abstentions              | Abstentions     | Abstentions    | 957   | 24,35  |    |   |  |  |
| Votants                  | Votants         | Votants        | 2 973 | 75,65  |    |   |  |  |
| Blancs et nuls           | Blancs et nuls  | Blancs et nuls | 109   | 3,67   |    |   |  |  |
| Exprimés                 | Exprimés        | Exprimés       | 2 864 | 96,33  |    |   |  |  |
| * Liste du maire sortant |                 |                |       |        |    |   |  |  |

### Le Thillot
- Maire sortant : Yves Cérésa (PS)
- 27 sièges à pourvoir au conseil municipal (population légale 2011 : 3 618 habitants)
- 7 sièges à pourvoir au conseil communautaire (CC des Ballons des Hautes-Vosges)

|                | Michel Mourot      | UDI            | 905   | 56,10  | 22 | 6 |  |  |
|                | Jean-Louis Demange | DVD            | 449   | 27,83  | 3  | 1 |  |  |
|                | Jean-Paul Louis    | SE             | 259   | 16,05  | 2  |   |  |  |
|                |                    |                |       |        |    |   |  |  |
| Inscrits       | Inscrits           | Inscrits       | 2 638 | 100,00 |    |   |  |  |
| Abstentions    | Abstentions        | Abstentions    | 928   | 35,18  |    |   |  |  |
| Votants        | Votants            | Votants        | 1 710 | 64,82  |    |   |  |  |
| Blancs et nuls | Blancs et nuls     | Blancs et nuls | 97    | 5,67   |    |   |  |  |
| Exprimés       | Exprimés           | Exprimés       | 1 613 | 94,33  |    |   |  |  |

### Le Val-d'Ajol
- Maire sortant : Jean Richard (DVD)
- 27 sièges à pourvoir au conseil municipal (population légale 2011 : 3 999 habitants)
- 12 sièges à pourvoir au conseil communautaire (CC de la Porte des Vosges Méridionales)

|                          | Jean Richard * | DVD            | 1 528 | 100,00 | 27 | 12 |  |  |
|                          |                |                |       |        |    |    |  |  |
| Inscrits                 | Inscrits       | Inscrits       | 3 486 | 100,00 |    |    |  |  |
| Abstentions              | Abstentions    | Abstentions    | 1 365 | 39,16  |    |    |  |  |
| Votants                  | Votants        | Votants        | 2 121 | 60,84  |    |    |  |  |
| Blancs et nuls           | Blancs et nuls | Blancs et nuls | 593   | 27,96  |    |    |  |  |
| Exprimés                 | Exprimés       | Exprimés       | 1 528 | 72,04  |    |    |  |  |
| * Liste du maire sortant |                |                |       |        |    |    |  |  |

### Liffol-le-Grand
- Maire sortant : Frédéric Hance
- 19 sièges à pourvoir au conseil municipal (population légale 2011 : 2 373 habitants)
- 7 sièges à pourvoir au conseil communautaire (CC de l'Ouest Vosgien)

|                | Cyril Vidot    | UDI            | 603   | 100,00 | 19 | 7 |  |  |
|                |                |                |       |        |    |   |  |  |
| Inscrits       | Inscrits       | Inscrits       | 1 669 | 100,00 |    |   |  |  |
| Abstentions    | Abstentions    | Abstentions    | 722   | 43,26  |    |   |  |  |
| Votants        | Votants        | Votants        | 947   | 56,74  |    |   |  |  |
| Blancs et nuls | Blancs et nuls | Blancs et nuls | 344   | 36,33  |    |   |  |  |
| Exprimés       | Exprimés       | Exprimés       | 603   | 63,67  |    |   |  |  |

### Mirecourt
- Maire sortant : Maria Rouyer (DVG)
- 29 sièges à pourvoir au conseil municipal (population légale 2011 : 5 779 habitants)
- 24 sièges à pourvoir au conseil communautaire (CC de Mirecourt Dompaire)

|                          | Yves Séjourné  | UDI            | 1 340 | 60,08  | 24 | 19 |  |  |
|                          | Maria Rouyer * | DVG            | 890   | 39,91  | 5  | 5  |  |  |
|                          |                |                |       |        |    |    |  |  |
| Inscrits                 | Inscrits       | Inscrits       | 3 701 | 100,00 |    |    |  |  |
| Abstentions              | Abstentions    | Abstentions    | 1 345 | 36,34  |    |    |  |  |
| Votants                  | Votants        | Votants        | 2 356 | 63,66  |    |    |  |  |
| Blancs et nuls           | Blancs et nuls | Blancs et nuls | 126   | 5,35   |    |    |  |  |
| Exprimés                 | Exprimés       | Exprimés       | 2 230 | 94,65  |    |    |  |  |
| * Liste du maire sortant |                |                |       |        |    |    |  |  |

### Moyenmoutier
- Maire sortant : Pascal Guy
- 23 sièges à pourvoir au conseil municipal (population légale 2011 : 3 295 habitants)
- 10 sièges à pourvoir au conseil communautaire (CA de Saint-Dié-des-Vosges)

|                          | Pascal Guy *       | UDI            | 893   | 57,13  | 19 | 8 |  |  |
|                          | Guy Paret          | DVG            | 360   | 23,03  | 2  | 1 |  |  |
|                          | Jean-Marie Étienne | DVD            | 310   | 19,83  | 2  | 1 |  |  |
|                          |                    |                |       |        |    |   |  |  |
| Inscrits                 | Inscrits           | Inscrits       | 2 458 | 100,00 |    |   |  |  |
| Abstentions              | Abstentions        | Abstentions    | 833   | 33,89  |    |   |  |  |
| Votants                  | Votants            | Votants        | 1 625 | 66,11  |    |   |  |  |
| Blancs et nuls           | Blancs et nuls     | Blancs et nuls | 62    | 3,82   |    |   |  |  |
| Exprimés                 | Exprimés           | Exprimés       | 1 563 | 96,18  |    |   |  |  |
| * Liste du maire sortant |                    |                |       |        |    |   |  |  |

### Neufchâteau
- Maire sortant : Simon Leclerc (UMP)
- 29 sièges à pourvoir au conseil municipal (population légale 2011 : 6 757 habitants)
- 20 sièges à pourvoir au conseil communautaire (CC de l'Ouest Vosgien)

|                          | Simon Leclerc *      | DVD            | 2 101 | 67,33  | 25 | 17 |  |  |
|                          | Dominique Montesinos | PS             | 527   | 16,89  | 2  | 2  |  |  |
|                          | Dominique Demangeon  | DVG            | 492   | 15,76  | 2  | 1  |  |  |
|                          |                      |                |       |        |    |    |  |  |
| Inscrits                 | Inscrits             | Inscrits       | 4 857 | 100,00 |    |    |  |  |
| Abstentions              | Abstentions          | Abstentions    | 1 641 | 33,79  |    |    |  |  |
| Votants                  | Votants              | Votants        | 3 216 | 66,21  |    |    |  |  |
| Blancs et nuls           | Blancs et nuls       | Blancs et nuls | 96    | 2,99   |    |    |  |  |
| Exprimés                 | Exprimés             | Exprimés       | 3 120 | 97,01  |    |    |  |  |
| * Liste du maire sortant |                      |                |       |        |    |    |  |  |

### Nomexy
- Maire sortant : Colette Marchal
- 19 sièges à pourvoir au conseil municipal (population légale 2011 : 2 220 habitants)
- 1 sièges à pourvoir au conseil communautaire (CA d'Épinal)

|                | Raymond Habrant | SE             | 572   | 64,85  | 16 | 1 |  |  |
|                | Alexandre Ruf   | DVG            | 310   | 35,14  | 3  |   |  |  |
|                |                 |                |       |        |    |   |  |  |
| Inscrits       | Inscrits        | Inscrits       | 1 618 | 100,00 |    |   |  |  |
| Abstentions    | Abstentions     | Abstentions    | 654   | 40,42  |    |   |  |  |
| Votants        | Votants         | Votants        | 964   | 59,58  |    |   |  |  |
| Blancs et nuls | Blancs et nuls  | Blancs et nuls | 82    | 8,51   |    |   |  |  |
| Exprimés       | Exprimés        | Exprimés       | 882   | 91,49  |    |   |  |  |

### Pouxeux
- Maire sortant : François Hatier
- 19 sièges à pourvoir au conseil municipal (population légale 2011 : 2 003 habitants)
- 4 sièges à pourvoir au conseil communautaire (CA d'Épinal)

| Tête de liste  | Tête de liste     | Liste          | Premier tour | Premier tour | Second tour | Second tour | Sièges | Sièges |
| Tête de liste  | Tête de liste     | Liste          | Voix         | %            | Voix        | %           | CM     | CC     |
| -------------- | ----------------- | -------------- | ------------ | ------------ | ----------- | ----------- | ------ | ------ |
|                | Philippe Leroy    | DVD            | 475          | 46,84        | 568         | 53,99       | 15     | 3      |
|                | Jean-Louis Thomas | SE             | 427          | 42,11        | 484         | 46,00       | 4      | 1      |
|                | Rémi Pierrat      | DVD            | 112          | 11,04        |             |             |        |        |
|                |                   |                |              |              |             |             |        |        |
| Inscrits       | Inscrits          | Inscrits       | 1 395        | 100,00       | 1 395       | 100,00      |        |        |
| Abstentions    | Abstentions       | Abstentions    | 334          | 23,94        | 313         | 22,44       |        |        |
| Votants        | Votants           | Votants        | 1 061        | 76,06        | 1 082       | 77,56       |        |        |
| Blancs et nuls | Blancs et nuls    | Blancs et nuls | 47           | 4,43         | 30          | 2,77        |        |        |
| Exprimés       | Exprimés          | Exprimés       | 1 014        | 95,57        | 1 052       | 97,23       |        |        |

### Rambervillers
- Maire sortant : Gérard Keller (PS)
- 29 sièges à pourvoir au conseil municipal (population légale 2011 : 5 553 habitants)
- 19 sièges à pourvoir au conseil communautaire (CC de la Région de Rambervillers)

| Tête de liste            | Tête de liste      | Liste          | Premier tour | Premier tour | Second tour | Second tour | Sièges | Sièges |
| Tête de liste            | Tête de liste      | Liste          | Voix         | %            | Voix        | %           | CM     | CC     |
| ------------------------ | ------------------ | -------------- | ------------ | ------------ | ----------- | ----------- | ------ | ------ |
|                          | Jean-Pierre Michel | SE             | 1 033        | 43,95        | 1 204       | 47,75       | 22     | 15     |
|                          | Gérard Keller *    | PS             | 812          | 34,55        | 948         | 37,60       | 5      | 3      |
|                          | Patrick Cunin      | FN             | 505          | 21,48        | 369         | 14,63       | 2      | 1      |
|                          |                    |                |              |              |             |             |        |        |
| Inscrits                 | Inscrits           | Inscrits       | 3 879        | 100,00       | 3 879       | 100,00      |        |        |
| Abstentions              | Abstentions        | Abstentions    | 1 441        | 37,15        | 1 296       | 33,41       |        |        |
| Votants                  | Votants            | Votants        | 2 438        | 62,85        | 2 583       | 66,59       |        |        |
| Blancs et nuls           | Blancs et nuls     | Blancs et nuls | 88           | 3,61         | 62          | 2,40        |        |        |
| Exprimés                 | Exprimés           | Exprimés       | 2 350        | 96,39        | 2 521       | 97,60       |        |        |
| * Liste du maire sortant |                    |                |              |              |             |             |        |        |

### Raon-l'Étape
- Maire sortant : Michel Humbert (PS)
- 29 sièges à pourvoir au conseil municipal (population légale 2011 : 6 485 habitants)
- 8 sièges à pourvoir au conseil communautaire (CA de Saint-Dié-des-Vosges)

|                | Benoit Pierrat | DVG            | 1 504 | 56,58  | 23 | 6 |  |  |
|                | Olivier Foucal | DVD            | 1 154 | 43,41  | 6  | 2 |  |  |
|                |                |                |       |        |    |   |  |  |
| Inscrits       | Inscrits       | Inscrits       | 4 851 | 100,00 |    |   |  |  |
| Abstentions    | Abstentions    | Abstentions    | 2 050 | 42,26  |    |   |  |  |
| Votants        | Votants        | Votants        | 2 801 | 57,74  |    |   |  |  |
| Blancs et nuls | Blancs et nuls | Blancs et nuls | 143   | 5,11   |    |   |  |  |
| Exprimés       | Exprimés       | Exprimés       | 2 658 | 94,89  |    |   |  |  |

### Remiremont
- Maire sortant : Jean-Paul Didier (UMP)
- 29 sièges à pourvoir au conseil municipal (population légale 2011 : 7 895 habitants)
- 12 sièges à pourvoir au conseil communautaire (CC de la Porte des Vosges Méridionales)

| Tête de liste            | Tête de liste      | Liste          | Premier tour | Premier tour | Second tour | Second tour | Sièges | Sièges |
| Tête de liste            | Tête de liste      | Liste          | Voix         | %            | Voix        | %           | CM     | CC     |
| ------------------------ | ------------------ | -------------- | ------------ | ------------ | ----------- | ----------- | ------ | ------ |
|                          | Bernard Godfroy    | Divers         | 1 342        | 41,15        | 1 752       | 50,95       | 22     | 9      |
|                          | Jean-Paul Didier * | DVD            | 1 340        | 41,09        | 1 443       | 41,97       | 6      | 3      |
|                          | Hugues Laine       | DVG            | 579          | 17,75        | 243         | 7,06        | 1      |        |
|                          |                    |                |              |              |             |             |        |        |
| Inscrits                 | Inscrits           | Inscrits       | 5 907        | 100,00       | 5 908       | 100,00      |        |        |
| Abstentions              | Abstentions        | Abstentions    | 2 526        | 42,76        | 2 399       | 40,61       |        |        |
| Votants                  | Votants            | Votants        | 3 381        | 57,24        | 3 509       | 59,39       |        |        |
| Blancs et nuls           | Blancs et nuls     | Blancs et nuls | 120          | 3,55         | 71          | 2,02        |        |        |
| Exprimés                 | Exprimés           | Exprimés       | 3 261        | 96,45        | 3 438       | 97,98       |        |        |
| * Liste du maire sortant |                    |                |              |              |             |             |        |        |

### Rupt-sur-Moselle
- Maire sortant : Stéphane Tramzal (DVD)
- 27 sièges à pourvoir au conseil municipal (population légale 2011 : 3 509 habitants)
- 6 sièges à pourvoir au conseil communautaire (CC des Ballons des Hautes-Vosges)

|                          | Stéphane Tramzal *     | DVD            | 1 271 | 69,56  | 23 | 5 |  |  |
|                          | Jean-Claude Valdenaire | SE             | 556   | 30,43  | 4  | 1 |  |  |
|                          |                        |                |       |        |    |   |  |  |
| Inscrits                 | Inscrits               | Inscrits       | 2 696 | 100,00 |    |   |  |  |
| Abstentions              | Abstentions            | Abstentions    | 779   | 28,89  |    |   |  |  |
| Votants                  | Votants                | Votants        | 1 917 | 71,11  |    |   |  |  |
| Blancs et nuls           | Blancs et nuls         | Blancs et nuls | 90    | 4,69   |    |   |  |  |
| Exprimés                 | Exprimés               | Exprimés       | 1 827 | 95,31  |    |   |  |  |
| * Liste du maire sortant |                        |                |       |        |    |   |  |  |

### Saint-Amé
- Maire sortant : Marcelle André
- 19 sièges à pourvoir au conseil municipal (population légale 2011 : 2 168 habitants)
- 5 sièges à pourvoir au conseil communautaire (CC de la Porte des Vosges Méridionales)

|                          | Marcelle André * | UDI            | 633   | 56,26  | 15 | 4 |  |  |
|                          | Gervais Francois | DVD            | 492   | 43,73  | 4  | 1 |  |  |
|                          |                  |                |       |        |    |   |  |  |
| Inscrits                 | Inscrits         | Inscrits       | 1 714 | 100,00 |    |   |  |  |
| Abstentions              | Abstentions      | Abstentions    | 542   | 31,62  |    |   |  |  |
| Votants                  | Votants          | Votants        | 1 172 | 68,38  |    |   |  |  |
| Blancs et nuls           | Blancs et nuls   | Blancs et nuls | 47    | 4,01   |    |   |  |  |
| Exprimés                 | Exprimés         | Exprimés       | 1 125 | 95,99  |    |   |  |  |
| * Liste du maire sortant |                  |                |       |        |    |   |  |  |

### Saint-Dié-des-Vosges
- Maire sortant : Christian Pierret (PS)
- 35 sièges à pourvoir au conseil municipal (population légale 2011 : 21 361 habitants)
- 17 sièges à pourvoir au conseil communautaire (CA de Saint-Dié-des-Vosges)

| Tête de liste  | Tête de liste   | Liste          | Premier tour | Premier tour | Second tour | Second tour | Sièges | Sièges |
| Tête de liste  | Tête de liste   | Liste          | Voix         | %            | Voix        | %           | CM     | CC     |
| -------------- | --------------- | -------------- | ------------ | ------------ | ----------- | ----------- | ------ | ------ |
|                | David Valence   | UMP-UDI        | 3 206        | 36,12        | 4 275       | 47,94       | 27     | 13     |
|                | Serge Vincent   | DVG            | 2 396        | 26,99        | 3 701       | 41,50       | 7      | 3      |
|                | Véronique Kher  | DVG            | 1 545        | 17,40        |             |             |        |        |
|                | Nathalie Tomasi | FN             | 1 304        | 14,69        | 941         | 10,55       | 1      | 1      |
|                | Lucien Fritz    | FG             | 424          | 4,77         |             |             |        |        |
|                |                 |                |              |              |             |             |        |        |
| Inscrits       | Inscrits        | Inscrits       | 14 201       | 100,00       | 14 202      | 100,00      |        |        |
| Abstentions    | Abstentions     | Abstentions    | 5 038        | 35,48        | 4 843       | 34,10       |        |        |
| Votants        | Votants         | Votants        | 9 163        | 64,52        | 9 359       | 65,90       |        |        |
| Blancs et nuls | Blancs et nuls  | Blancs et nuls | 288          | 3,14         | 442         | 4,72        |        |        |
| Exprimés       | Exprimés        | Exprimés       | 8 875        | 96,86        | 8 917       | 95,28       |        |        |

### Saint-Étienne-lès-Remiremont
- Maire sortant : Michel Demange
- 27 sièges à pourvoir au conseil municipal (population légale 2011 : 3 877 habitants)
- 5 sièges à pourvoir au conseil communautaire (CC de la Porte des Vosges Méridionales)

|                          | Michel Demange * | DVD            | 1 225 | 71,01  | 23 | 5 |  |  |
|                          | Michel Remy      | DVG            | 500   | 28,98  | 4  |   |  |  |
|                          |                  |                |       |        |    |   |  |  |
| Inscrits                 | Inscrits         | Inscrits       | 2 707 | 100,00 |    |   |  |  |
| Abstentions              | Abstentions      | Abstentions    | 907   | 33,51  |    |   |  |  |
| Votants                  | Votants          | Votants        | 1 800 | 66,49  |    |   |  |  |
| Blancs et nuls           | Blancs et nuls   | Blancs et nuls | 75    | 4,17   |    |   |  |  |
| Exprimés                 | Exprimés         | Exprimés       | 1 725 | 95,83  |    |   |  |  |
| * Liste du maire sortant |                  |                |       |        |    |   |  |  |

### Saint-Michel-sur-Meurthe
- Maire sortant : William Mathis
- 19 sièges à pourvoir au conseil municipal (population légale 2011 : 2 011 habitants)
- 5 sièges à pourvoir au conseil communautaire (CA de Saint-Dié-des-Vosges)

|                          | William Mathis * | DVD            | 931   | 100,00 | 19 | 5 |  |  |
|                          |                  |                |       |        |    |   |  |  |
| Inscrits                 | Inscrits         | Inscrits       | 1 692 | 100,00 |    |   |  |  |
| Abstentions              | Abstentions      | Abstentions    | 620   | 36,64  |    |   |  |  |
| Votants                  | Votants          | Votants        | 1 072 | 63,36  |    |   |  |  |
| Blancs et nuls           | Blancs et nuls   | Blancs et nuls | 141   | 13,15  |    |   |  |  |
| Exprimés                 | Exprimés         | Exprimés       | 931   | 86,85  |    |   |  |  |
| * Liste du maire sortant |                  |                |       |        |    |   |  |  |

### Saint-Nabord
- Maire sortant : Michèle Asnard (DVD)
- 27 sièges à pourvoir au conseil municipal (population légale 2011 : 4 120 habitants)
- 6 sièges à pourvoir au conseil communautaire (CC de la Porte des Vosges Méridionales)

|                | Daniel Sacquard | DVD            | 1 095 | 52,49  | 21 | 5 |  |  |
|                | Daniel Vincent  | DVD            | 991   | 47,50  | 6  | 1 |  |  |
|                |                 |                |       |        |    |   |  |  |
| Inscrits       | Inscrits        | Inscrits       | 3 137 | 100,00 |    |   |  |  |
| Abstentions    | Abstentions     | Abstentions    | 933   | 29,74  |    |   |  |  |
| Votants        | Votants         | Votants        | 2 204 | 70,26  |    |   |  |  |
| Blancs et nuls | Blancs et nuls  | Blancs et nuls | 118   | 5,35   |    |   |  |  |
| Exprimés       | Exprimés        | Exprimés       | 2 086 | 94,65  |    |   |  |  |

### Sainte-Marguerite
- Maire sortant : Roland Bédel
- 19 sièges à pourvoir au conseil municipal (population légale 2011 : 2 419 habitants)
- 8 sièges à pourvoir au conseil communautaire (CA de Saint-Dié-des-Vosges)

|                | Roland Bédel   | DVD            | 1 117 | 100,00 | 19 | 8 |  |  |
|                |                |                |       |        |    |   |  |  |
| Inscrits       | Inscrits       | Inscrits       | 1 894 | 100,00 |    |   |  |  |
| Abstentions    | Abstentions    | Abstentions    | 615   | 32,47  |    |   |  |  |
| Votants        | Votants        | Votants        | 1 279 | 67,53  |    |   |  |  |
| Blancs et nuls | Blancs et nuls | Blancs et nuls | 162   | 12,67  |    |   |  |  |
| Exprimés       | Exprimés       | Exprimés       | 1 117 | 87,33  |    |   |  |  |

### Saulcy-sur-Meurthe
- Maire sortant : Jacques Jallais
- 19 sièges à pourvoir au conseil municipal (population légale 2011 : 2 385 habitants)
- 3 sièges à pourvoir au conseil communautaire (CA de Saint-Dié-des-Vosges)

|                          | Jacques Jallais * | DVD            | 862   | 70,30  | 17 | 3 |  |  |
|                          | Alain Liron       | SE             | 364   | 29,69  | 2  |   |  |  |
|                          |                   |                |       |        |    |   |  |  |
| Inscrits                 | Inscrits          | Inscrits       | 1 745 | 100,00 |    |   |  |  |
| Abstentions              | Abstentions       | Abstentions    | 468   | 26,82  |    |   |  |  |
| Votants                  | Votants           | Votants        | 1 277 | 73,18  |    |   |  |  |
| Blancs et nuls           | Blancs et nuls    | Blancs et nuls | 51    | 3,99   |    |   |  |  |
| Exprimés                 | Exprimés          | Exprimés       | 1 226 | 96,01  |    |   |  |  |
| * Liste du maire sortant |                   |                |       |        |    |   |  |  |

### Saulxures-sur-Moselotte
- Maire sortant : Marie-Thérèse Berranger
- 23 sièges à pourvoir au conseil municipal (population légale 2011 : 2 742 habitants)
- 6 sièges à pourvoir au conseil communautaire (CC des Hautes Vosges)

|                | Denise Stappiglia | UDI            | 806   | 56,56  | 18 | 5 |  |  |
|                | Daniel Licini     | DVD            | 619   | 43,43  | 5  | 1 |  |  |
|                |                   |                |       |        |    |   |  |  |
| Inscrits       | Inscrits          | Inscrits       | 2 199 | 100,00 |    |   |  |  |
| Abstentions    | Abstentions       | Abstentions    | 684   | 31,11  |    |   |  |  |
| Votants        | Votants           | Votants        | 1 515 | 68,89  |    |   |  |  |
| Blancs et nuls | Blancs et nuls    | Blancs et nuls | 90    | 5,94   |    |   |  |  |
| Exprimés       | Exprimés          | Exprimés       | 1 425 | 94,06  |    |   |  |  |

### Senones
- Maire sortant : Jean-Luc Bévérina
- 23 sièges à pourvoir au conseil municipal (population légale 2011 : 2 543 habitants)
- 8 sièges à pourvoir au conseil communautaire (CA de Saint-Dié-des-Vosges)

| Tête de liste            | Tête de liste       | Liste          | Premier tour | Premier tour | Second tour | Second tour | Sièges | Sièges |
| Tête de liste            | Tête de liste       | Liste          | Voix         | %            | Voix        | %           | CM     | CC     |
| ------------------------ | ------------------- | -------------- | ------------ | ------------ | ----------- | ----------- | ------ | ------ |
|                          | Jean-Luc Bévérina * | PS             | 479          | 44,22        | 604         | 51,97       | 18     | 6      |
|                          | Gérard Odille       | DVD            | 290          | 26,77        | 462         | 39,75       | 4      | 2      |
|                          | Claude Maire        | DVD            | 193          | 17,82        |             |             |        |        |
|                          | Luc Haberer         | FG             | 121          | 11,17        | 96          | 8,26        | 1      |        |
|                          |                     |                |              |              |             |             |        |        |
| Inscrits                 | Inscrits            | Inscrits       | 1 737        | 100,00       | 1 737       | 100,00      |        |        |
| Abstentions              | Abstentions         | Abstentions    | 581          | 33,45        | 538         | 30,97       |        |        |
| Votants                  | Votants             | Votants        | 1 156        | 66,55        | 1 199       | 69,03       |        |        |
| Blancs et nuls           | Blancs et nuls      | Blancs et nuls | 73           | 6,31         | 37          | 3,09        |        |        |
| Exprimés                 | Exprimés            | Exprimés       | 1 083        | 93,69        | 1 162       | 96,91       |        |        |
| * Liste du maire sortant |                     |                |              |              |             |             |        |        |

### Thaon-les-Vosges
- Maire sortant : Dominique Momon (DVD)
- 29 sièges à pourvoir au conseil municipal (population légale 2011 : 7 948 habitants)
- 6 sièges à pourvoir au conseil communautaire (CA d'Épinal)

|                          | Dominique Momon *      | DVD            | 2 322 | 64,01  | 24 | 6 |  |  |
|                          | Jordan Grosse-Cruciani | FN             | 746   | 20,56  | 3  |   |  |  |
|                          | Pierre Gérard          | DVD            | 559   | 15,41  | 2  |   |  |  |
|                          |                        |                |       |        |    |   |  |  |
| Inscrits                 | Inscrits               | Inscrits       | 5 928 | 100,00 |    |   |  |  |
| Abstentions              | Abstentions            | Abstentions    | 2 202 | 37,15  |    |   |  |  |
| Votants                  | Votants                | Votants        | 3 726 | 62,85  |    |   |  |  |
| Blancs et nuls           | Blancs et nuls         | Blancs et nuls | 99    | 2,66   |    |   |  |  |
| Exprimés                 | Exprimés               | Exprimés       | 3 627 | 97,34  |    |   |  |  |
| * Liste du maire sortant |                        |                |       |        |    |   |  |  |

### Uxegney
- Maire sortant : Philippe Soltys
- 19 sièges à pourvoir au conseil municipal (population légale 2011 : 2 262 habitants)
- 1 sièges à pourvoir au conseil communautaire (CA d'Épinal)

|                          | Philippe Soltys * | DVD            | 787   | 67,20  | 16 | 1 |  |  |
|                          | Didier Gorgerat   | DVD            | 384   | 32,79  | 3  |   |  |  |
|                          |                   |                |       |        |    |   |  |  |
| Inscrits                 | Inscrits          | Inscrits       | 1 823 | 100,00 |    |   |  |  |
| Abstentions              | Abstentions       | Abstentions    | 564   | 30,94  |    |   |  |  |
| Votants                  | Votants           | Votants        | 1 259 | 69,06  |    |   |  |  |
| Blancs et nuls           | Blancs et nuls    | Blancs et nuls | 88    | 6,99   |    |   |  |  |
| Exprimés                 | Exprimés          | Exprimés       | 1 171 | 93,01  |    |   |  |  |
| * Liste du maire sortant |                   |                |       |        |    |   |  |  |

### Vagney
- Maire sortant : Évelyne Bernard (DVD)
- 27 sièges à pourvoir au conseil municipal (population légale 2011 : 4 024 habitants)
- 10 sièges à pourvoir au conseil communautaire (CC des Hautes Vosges)

|                | Didier Houot   | DVD            | 1 156 | 54,70  | 21 | 8 |  |  |
|                | Pascal Le Nevé | DVD            | 957   | 45,29  | 6  | 2 |  |  |
|                |                |                |       |        |    |   |  |  |
| Inscrits       | Inscrits       | Inscrits       | 3 128 | 100,00 |    |   |  |  |
| Abstentions    | Abstentions    | Abstentions    | 886   | 28,32  |    |   |  |  |
| Votants        | Votants        | Votants        | 2 242 | 71,68  |    |   |  |  |
| Blancs et nuls | Blancs et nuls | Blancs et nuls | 129   | 5,75   |    |   |  |  |
| Exprimés       | Exprimés       | Exprimés       | 2 113 | 94,25  |    |   |  |  |

### Vincey
- Maire sortant : Gilbert Didierjean
- 19 sièges à pourvoir au conseil municipal (population légale 2011 : 2 255 habitants)
- 6 sièges à pourvoir au conseil communautaire (CA d'Épinal)

|                | Michel Mantel  | DVG            | 637   | 57,07  | 15 | 5 |  |  |
|                | Paul Thiébaut  | SE             | 479   | 42,92  | 4  | 1 |  |  |
|                |                |                |       |        |    |   |  |  |
| Inscrits       | Inscrits       | Inscrits       | 1 650 | 100,00 |    |   |  |  |
| Abstentions    | Abstentions    | Abstentions    | 474   | 28,73  |    |   |  |  |
| Votants        | Votants        | Votants        | 1 176 | 71,27  |    |   |  |  |
| Blancs et nuls | Blancs et nuls | Blancs et nuls | 60    | 5,10   |    |   |  |  |
| Exprimés       | Exprimés       | Exprimés       | 1 116 | 94,90  |    |   |  |  |

### Vittel
- Maire sortant : Jean-Claude Millot (UMP)
- 29 sièges à pourvoir au conseil municipal (population légale 2011 : 5 390 habitants)
- 15 sièges à pourvoir au conseil communautaire (CC Terre d'Eau)

| Tête de liste  | Tête de liste         | Liste          | Premier tour | Premier tour | Second tour | Second tour | Sièges | Sièges |
| Tête de liste  | Tête de liste         | Liste          | Voix         | %            | Voix        | %           | CM     | CC     |
| -------------- | --------------------- | -------------- | ------------ | ------------ | ----------- | ----------- | ------ | ------ |
|                | Jean-Jacques Gaultier | DVD            | 1 543        | 49,45        | 1 634       | 51,67       | 23     | 12     |
|                | Guillaume Godey       | DVD            | 1 140        | 36,53        | 1 185       | 37,47       | 5      | 3      |
|                | Alexandre Chopinez    | DVG            | 437          | 14,00        | 343         | 10,84       | 1      |        |
|                |                       |                |              |              |             |             |        |        |
| Inscrits       | Inscrits              | Inscrits       | 4 681        | 100,00       | 4 529       | 100,00      |        |        |
| Abstentions    | Abstentions           | Abstentions    | 1 474        | 31,49        | 1 314       | 29,01       |        |        |
| Votants        | Votants               | Votants        | 3 207        | 68,51        | 3 215       | 70,99       |        |        |
| Blancs et nuls | Blancs et nuls        | Blancs et nuls | 87           | 2,71         | 53          | 1,65        |        |        |
| Exprimés       | Exprimés              | Exprimés       | 3 120        | 97,29        | 3 162       | 98,35       |        |        |

### Xertigny
- Maire sortant : Véronique Marcot
- 23 sièges à pourvoir au conseil municipal (population légale 2011 : 2 787 habitants)
- 5 sièges à pourvoir au conseil communautaire (CA d'Épinal)

|                          | Véronique Marcot * | UDI            | 927   | 65,79  | 19 | 4 |  |  |
|                          | Anélène Cervoni    | SE             | 482   | 34,20  | 4  | 1 |  |  |
|                          |                    |                |       |        |    |   |  |  |
| Inscrits                 | Inscrits           | Inscrits       | 2 107 | 100,00 |    |   |  |  |
| Abstentions              | Abstentions        | Abstentions    | 628   | 29,81  |    |   |  |  |
| Votants                  | Votants            | Votants        | 1 479 | 70,19  |    |   |  |  |
| Blancs et nuls           | Blancs et nuls     | Blancs et nuls | 70    | 4,73   |    |   |  |  |
| Exprimés                 | Exprimés           | Exprimés       | 1 409 | 95,27  |    |   |  |  |
| * Liste du maire sortant |                    |                |       |        |    |   |  |  |